# Grambois
Grambois é uma comuna francesa na região administrativa da Provença-Alpes-Costa Azul, no departamento de Vaucluse. Estende-se por uma área de 31,46 km², com 1113 habitantes, segundo os censos de 1999, com uma densidade de 35 hab/km².

## Demografia
| 1793 | 1800 | 1806 | 1821 | 1831 | 1836 | 1841 | 1846 | 1851 |
| ---- | ---- | ---- | ---- | ---- | ---- | ---- | ---- | ---- |
| 818  | 900  | 887  | 877  | 864  | 844  | 860  | 847  | 915  |

| 1856 | 1861 | 1866 | 1872 | 1876 | 1881 | 1886 | 1891 | 1896 |
| ---- | ---- | ---- | ---- | ---- | ---- | ---- | ---- | ---- |
| 894  | 824  | 799  | 690  | 689  | 661  | 650  | 575  | 529  |

| 1901 | 1906 | 1911 | 1921 | 1926 | 1931 | 1936 | 1946 | 1954 |
| ---- | ---- | ---- | ---- | ---- | ---- | ---- | ---- | ---- |
| 532  | 510  | 462  | 455  | 401  | 417  | 419  | 448  | 413  |

| 1962 | 1968 | 1975 | 1982 | 1990 | 1999  | 2004  | - | - |
| --- | ---- | ---- | ---- | ---- | ----- | ----- | - | - |
| 452 | 465  | 548  | 709  | 903  | 1 111 | 1 154 | - | - |
| Para os censos de 1962 a 2006 a população legal corresponde à popolução sem duplicidades, segundo define o INSEE. |      |      |      |      |       |       |   |   |

1. ↑  «Population sans doubles comptes (recensement de la population 1999)». Insee (em francês). 13 de outubro de 2016